# Гудугуду
Гудугуду е музикален перкусионен инструмент от групата на мембранофонните инструменти. Представлява малък барабан във формата на купа. Звукоизвличането става посредством удари с тънки палки.
Инструментът има нигерийски произход.